# Epimorfi
I kategoriteorin är epimorfier eller epimorfismer generaliseringar av surjektiva funktioner. I många vanliga konkreta kategorier är morfismen epi eller epimorf, precis om den är surjektiv i vanlig mening. Exempelvis är en grupphomomorfi eller en homomorfi i kategorin av vänstermoduler över en viss ring epi eller epimorf, d. .v s. en epimorfi, precis om den är surjektiv. Detta samband gäller dock inte i alla kategorier.
Surjektioner har en viss universell egenskap, och en epimorfi är helt enkelt en morfism som har just denna egenskap.

## Formell definition
Låt C vara en kategori α vara en morfism i kategorin. α säges vara epi(morf) eller en epimorfi(sm), om  för varje par (β,γ) av morfismer i C, sådana att både βα och γα är definierade, så gäller implikationen
(1) {\displaystyle \beta \alpha =\gamma \alpha \Rightarrow \beta =\gamma .}
Denna egenskap gäller verkligen just för de surjektiva funktionerna i kategorin Set av mängder och vanliga (mängdteoretiska) funktioner. Ett formellt bevis för detta kan se ut så här:
Säg att α : A → B är en sådan funktion, och att båda funktionssammansättningarna βα och γα är definierade. Detta innebär att β : B → C och γ : B → D för några mängder C och D. Om dessutom funktionerna βα och γα är lika (betraktade som morfismer i Set), så måste deras målmängder sammanfalla, d. v s. det måste gälla att C = D. Gäller nu dessutom att α är surjektiv, så finns det för varje element x∈B något element y∈A, sådant att α(y) = x, och då gäller också att
{\displaystyle \beta (x)=\beta \alpha (y)=\gamma \alpha (y)=\gamma (x).}
Eftersom x var ett godtyckligt element i den gemensamma definitionsmängden B för β och γ, måste i detta fall också dessa vara lika som funktioner. Det betyder, att α mycket riktigt då uppfyller villkoret (1).
Å andra sidan, om α inte är surjektiv, så finns något x∈B, som inte ligger i värdemängden för α. Då kan vi konstruera två olika funktioner β och γ, sådana att funktionssammansättningarna βα och γα är definierade och lika; så α har då inte egenskapen (1). Man kan exempelvis definiera β och γ genom att låta deras gemensamma målmängd vara {\displaystyle B\cup \{0,1\}}, och sätta β(z) = γ(z) = z för alla andra z∈B än x, men sätta β(z) = 0 och γ(z) = 1.

## Splittrade epimorfier
Om α är en morfism från A till B, och α har en högerinvers δ, så är α epi. Att δ är en högerinvers till α betyder ju att δ är en morfism från B till A, sådan att sammansättningen αδ = idB. Om nu dessutom β och γ är två morfismer, sådana att βα och γα är definierade och lika, så måste också β vara lika med γ, som följande kalkyl visar:
{\displaystyle \beta =\beta \circ \mathop {\rm {id}} _{B}=\beta \circ (\alpha \circ \delta )=(\beta \circ \alpha )\circ \delta =(\gamma \circ \alpha )\circ \delta =\gamma \circ (\alpha \circ \delta )=\gamma \circ \mathop {\rm {id}} _{B}=\gamma .}
Därför uppfyller mycket riktigt detta α definitionen på epimorfi. En sådan epimorfi kallas en splittrad epimorfi (eller splittrad epimorfism).
I vissa kategorier är alla epimorfier splittrade. Att det gäller i Set är en konsekvens av urvalsaxiomet, och faktiskt ekvivalent med detta: Om α : A → B är en epimorfi i Set, d. v. s. en surjektiv funktion från mängden A till mängden B, så är för varje x∈B urbilden α-1(x) = {y∈A : α(y) = x} icke-tom. Därför är
{\displaystyle F={\bigl (}\alpha ^{-1}(x){\bigr )}_{x\in B}}
en familj av icke-tomma mängder. Enligt urvalsaxiomet existerar alltså en urvalsfunktion δ från indexmängden B, sådan att δ(x) ∈ α-1(x) för varje x i B. Detta δ uppfyller precis det som en högerinvers skall uppfylla.
Ett exempel, från kategorin av grupper och grupphomomorfier, på en epimorfi som inte är splittrad, är
α : Z → Z/2Z,
som definieras genom att jämna heltal avbildas på nollklassen, och udda heltal avbildas på ettklassen (se kongruensklass). Homomorfin α är epi, eftersom den är surjektiv som funktion. Den är däremot inte splittrat epi, eftersom ingen grupphomomorfi kan avbilda ettklassen på något annat element än 0 i Z.